# Ravne, Mirna
Ravne este o localitate din comuna Mirna, Slovenia, cu o populație de 16 locuitori.